# Store Skagastølstinden
A Store Skagastølstind hegycsúcs a harmadik legmagasabb Norvégiában. Luster és Årdal települések közt található Sogn og Fjordane megyében. A 2405 méter magas hegy a Hurrungane-hegység egyik kiemelkedése. A Vetle Skagastølstind és a Midtre Skagastølstind hegyek tőle közvetlenül északi irányban találhatóak és a Sentraltind és a Jervvasstind hegyek tőle keletre vannak.
A csúcs igen népszerű a hegymászók körében, de megmászása igencsak bonyolult. Első meghódítása 1876. július 21-én történt William Cecil Slingsby által. Számos népszerű útvonal van, melyek közül a legnépszerűbb a Heftyes renne (Heftye folyosója).

## Nevének eredete
A Store előtag jelentése "a nagy". A hegycsúcs nevének Skagastølen tagja egy közeli hegyi gazdaságra utal, míg a -tind utótag hegycsúcsot jelent. A tejtermelő Skagastølen hegyi gazdaság a Lusterben lévő Skagen gazdasághoz tartozik, melynek støl utótagja hegyi gazdaság/ mezőgazdasági birtok jelentéssel bír.

## Fordítás
Ez a szócikk részben vagy egészben  a   Store Skagastølstind című angol Wikipédia-szócikk ezen változatának fordításán alapul.  Az eredeti cikk szerkesztőit annak laptörténete sorolja fel. Ez a jelzés csupán a megfogalmazás eredetét és a szerzői jogokat jelzi, nem szolgál a cikkben szereplő információk forrásmegjelöléseként.